# Малый Харбей (приток Харбея)
Малый Харбей — река в Приуральском районе Ямало-Ненецкого АО. Левая составляющая (в 59 км от устья) реки Харбей. Длина реки — 24 км.

## Данные водного реестра
По данным государственного водного реестра России относится к Нижнеобскому бассейновому округу, водохозяйственный участок реки — Обь от города Салехард и до устья, речной подбассейн реки — бассейны притоков Оби ниже впадения Северной Сосьвы. Речной бассейн реки — (Нижняя) Обь от впадения Иртыша.
Код объекта в государственном водном реестре — 15020300212115300033688.